# Новосафроновка
Новосафроновка (укр. Новосафронівка) — село в Новоодесском районе Николаевской области Украины.
Основано в 1796 году. Население по переписи 2001 года составляло 499 человек. Почтовый индекс — 56620. Телефонный код — 5167. Занимает площадь 0,6 км².

## Местный совет
56620, Николаевская обл., Новоодесский р-н, с. Новосафроновка, ул. Ленина, 22